# マッジ・オーベルホルツァー

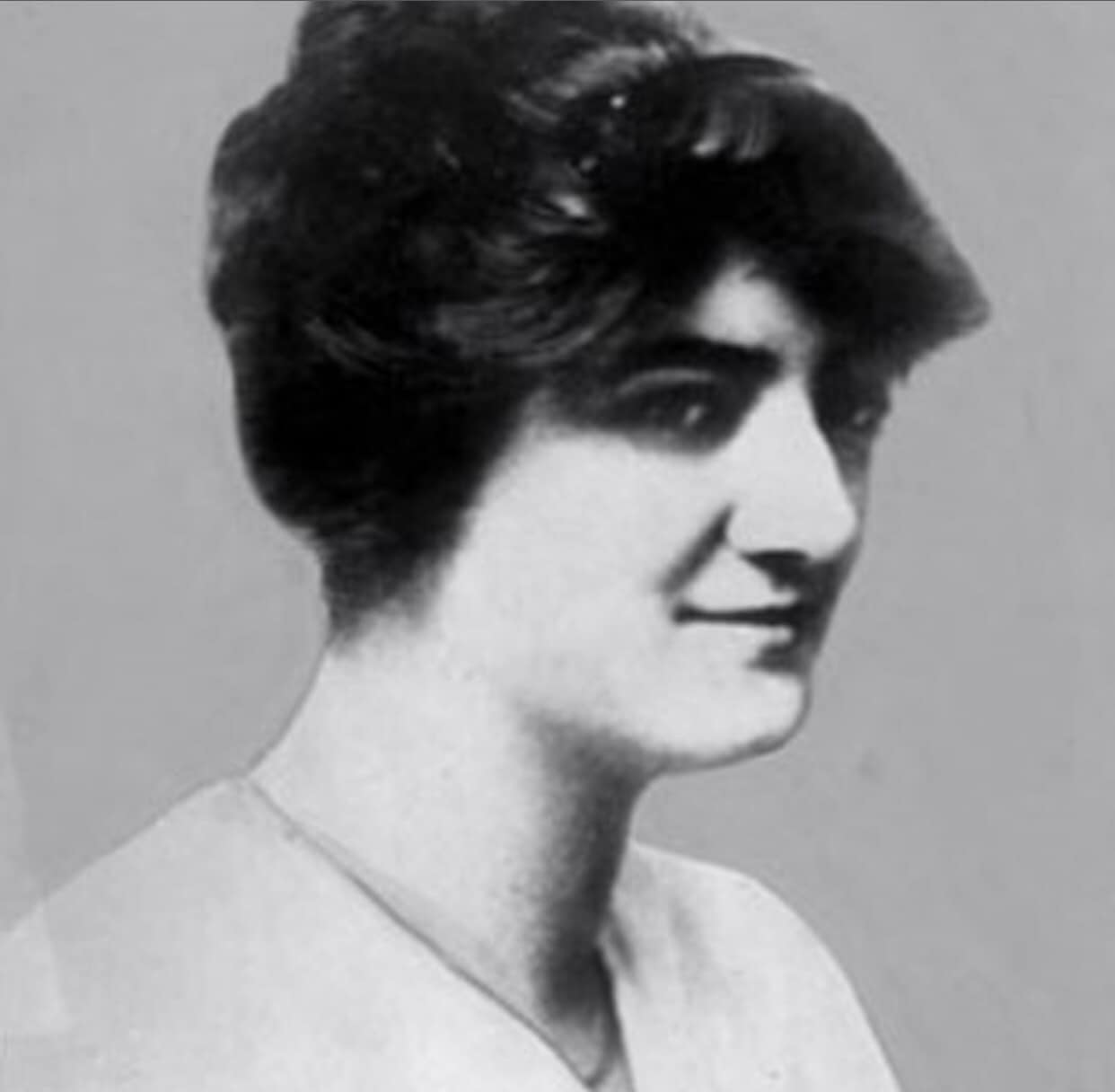
マッジ・オーベルホルツァー

マッジ・オーベルホルツァー（英: Madge Augustine Oberholtzer 1896年10月10日 - 1925年4月14日）は、アメリカ合衆国・インディアナ州の女教師。
州内の青年学校で読み書きを教えていた。同州のクー・クラックス・クラン（以下"KKK"）の指導者デイビッド・カーティス・スティーブンソンによって誘拐され、スティーブンソンのプライベートカーに連れ込まれた。車内において、スティーブンソンはマッジを強姦し、その肉体の一部を食した。その後、マッジは細菌感染症および自殺を試みて摂取した塩化水銀が原因で死亡した 。
マッジが自殺を試みた直後、スティーブンソンの手下たちは彼女を生かして家に帰した。彼女のひどい負傷と塩化水銀が遠からず彼女を死に至らしめ、スティーブンソンは訴追を免れると考えての行動であった。しかし彼女は思いの外長く意識を持ち続け、死の床で告訴状に署名した。また、彼女はスティーブンソンの犯行を克明に証言した。
この証言によって、スティーブンソンは有罪判決を受けるに至った。さらに、1926年から翌年にかけて、スティーブンソンはKKKから政府高官への贈賄を自ら公にした。
KKKは法に忠実かつ道徳的な団体とみなされていたところ、一連の事件はKKKの威信を失墜させ、一万人もの会員が脱退したインディアナ州のKKKは急速に衰退した。

## 前半生
マッジはドイツ系アメリカ人の両親のもとに生まれ、父が郵便配達夫をしていたインディアナポリスで育った。彼女は生涯、両親とともにアービントン（現インディアナポリス市アービントン地区）の実家で暮らしていた  。家族はアービントンのメソジスト教会に帰依していた。後に友人が語ったところによると、「彼女は自立心が強く、でも少し内気なところもあった。みんながマッジを嫌っていたわけではないけど、彼女は人に好かれようと努力する性分ではなかった。」彼女はバトラー大学にて英語、数学、生物学、そして論理学を学んだ。ところが三年次の終わりに理由を告げずに中退した  。
スティーブンソンに出遭うまで、彼女は州の公教育部門の事業、インディアナ青年国語学習会の講師を務めていた  。しかしある時、彼女は噂を耳をにした。それは、「経費削減のため、国語学習会は廃止され、彼女も解雇される。」という内容であった  。

## 事件
マッジがKKKインディアナ支部首領のスティーブンソンと最初に会ったのは、1925年1月12日「アスレチック・クラブ」で行われたE・ジャックマン州知事の就任祝賀式典の会場であった。マッジの証言によれば、宴会の後、スティーブンソンは彼女を何回もデートに誘ったという。マッジは一旦は断ったが、結局押し切られ、晩餐を共にした。後日、スティーブンソンはマッジに電話を掛け、彼の友人とともに、インディアナポリスのワシントンホテルでもう一度会食の機会を得た。
2人は頻繁に会うようになり、1925年の州議会選挙に際しては、スティーブンソンの秘書を務め、支援者との手紙のやりとりに奔走した。また、スティーブンソンの著書『保健百年史(One Hudred Years of Health)』の執筆を手伝った。国語学習会の人脈を利用して、あまねく州内の学校に本を売り込んだ。ところが、ある日スティーブンソンの邸宅で開かれたパーティーに出席したマッジは、その日を境に彼との関係をすっかり断ち切ってしまう。
1925年3月15日、友人と晩餐を共にしたマッジは午後10時頃帰宅した。マッジの母はスティーブンソンの秘書の伝言をマッジに告げた。用件は、スティーブンソンはシカゴへ去ろうとしているが、発つ前に一度マッジと電話をしたい、とのことであった。
そこでマッジはスティーブンソンに電話をかけた。電話口でスティーブンソンは、もしもう一度会ってくれるならば、国語学習会と彼女の職を存続させるよう努力するつもりだ、と言った。
マッジはすぐに黒いビロードのドレスに着替えると、スティーブンソンの遣わしたボディーガードに迎えられ、3ブロック先のスティーブンソンの邸宅に向かった。マッジが邸宅に到着するや、スティーブンソン、運転手、さらに2人のボディーガードが彼女を台所に連れて行き、彼女が泥酔するまでウイスキーを与えた。
4人の男たちはマッジを階上に運び、スティーブンソンは衣装棚から回転式拳銃を取り出すとマッジの後頭部に突きつけた。
マッジの証言によれば、4人の男はマッジを車庫へと運び、スティーブンソンの車に押し込んだ。スティーブンソンは邸宅を出る前に、ボディーガードの1人に邸宅に残り、シカゴへ行く目的でもある商談相手との連絡を受け持つよう命じた。鉄道駅に到着すると、スティーブンソンとボディーガードはマッジをプライベートカーに乗せた。寝台車に移動した後スティーブンソンはマッジのドレスを掴み、彼女の頭よりも高くたくし上げると、そのまま彼女の両腕を掴み、ドレスを引き裂いた。そして下段のベッドにマッジを押し倒すと、複数回にわたって強姦し、また身体中を噛んで回った。マッジは泥酔していたために全く抵抗できなかった。噛まれた跡は、彼女の顔、首、乳房、背中、脚、足首、さらに舌にも発見された。
マッジは繰り返される暴行の中で気絶した。目が覚めると彼女はスティーブンソンを睨みつけ、辛うじて「法がきっと貴方を裁くはずよ！」と口にした。するとスティーブンソンは、微笑みを浮かべながら「私が法だよ。」と言い放った。スティーブンソンの率いるKKKの力によって、彼は恐るべき政治力を手中に収めていた。
その後、スティーブンソンらはマッジに服を着せると、男たちは彼女に列車はインディアナ州内のハモンド市に停車する予定であることを知らせた。ボディーガードに伴われたマッジはインディアナ・ホテルにチェックインし、スティーブンソンと同室に泊まるため、彼の妻と名乗らせられた。マッジは、母にスティーブンソンとともにシカゴに行くと決めた旨の電報を書くよう強制された。スティーブンソンが仮眠をとっている隙に、マッジは回転式拳銃を手に入れ、自殺を試みたが、母の名誉を傷つけると考え、思い留まった。その代わりに毒物で自殺することを決めたマッジは、翌朝、スティーブンソンに黒いシルクハットをねだり、スティーブンソンはそれを買いに行くため、運転手に電話をかけた。
黒いシルクハットを買った後、マッジは運転手に、口紅を買うため薬店に寄ってくれないかと頼んだ。ここでマッジはかろうじて水銀の錠剤を手に入れ、スティーブンソンが離れた時に服用するため隠し持った。
マッジは部屋に戻ると、錠剤を口にした。ところが、前日の暴行のために弱っていたため、6錠しか飲めなかった。直後、暴行のことを想起して吐血に及んだ。一方、スティーブンソンは、最寄りの教会で結婚してからマッジを病院に連れて行こうと考えていた。ところが明くる日、水銀中毒で重体となったマッジを見たスティーブンソンは大いに困惑し、ボディーガードと運転手に命じて彼女をインディアナポリスに帰した。運転中、車に近づいて何が起こったのかと尋ねた子供に対して、ボディーガードはマッジは自動車事故に遭ったのだと説明した。
マッジの両親はただちに救急車を呼んだ。しかし、医師たちができることももはや限られていた。3月28日、マッジはスティーブンソンの犯行を証言し、告訴状に署名した。細菌感染症と水銀中毒による腎不全のため、マッジ・オーバーホルツァーは1925年4月14日に死亡した。遺体はインディアナポリスの共同墓地に葬られた。

## 裁判
スティーブンソンは強姦と第二級殺人（計画的ではないが故意の殺人）の罪で起訴された。マッジを診察した医師はスティーブンソンが与えた傷が彼女を死亡せしめるのに十分であり、肺や腎臓への細菌感染の原因になったことを証言した。医師はその傷を「まるで食人族に食べられたかのようだった。」と語った。
スティーブンソンの弁護士は、マッジの自殺の試みを強調して彼を弁護した。マッジの死は自殺によるものであり、スティーブンソンがそれを予防することはできなかったというのだ。しかし、医学的な分析によって、スティーブンソンがより早くマッジを病院に連れて行っていれば、彼女は一命を取り留めたかもしれないという事がわかった。
最終弁論の中で、検察官はスティーブンソンは「美徳の冒涜者であり、全女性の敵である。」と述べた。陪審員たちは第二級殺人の罪を認定し、裁判所は有罪を宣告、スティーブンソンは終身刑を言い渡された。スティーブンソンは控訴したが、州最高裁判所によって棄却された
。

## その後
事件はKKKの会員たちを大いに失望させた。会員数は瞬く間に10000人程度にまで減少した。事件以降の2年間でインディアナ州のKKKは17万8千人の会員を失い、文字通り壊滅的な被害を受けた。
1926年、州当局から恩赦を拒否されると、スティーブンソンは『インディアナポリス・タイムズ』を通じて、KKKから賄賂を受け取った州政府高官の実名を公表した。州政府は知事のジャクソンや共和党支部の党首を含む多くの官憲を告発し、有罪を言い渡された者は次々と辞職した。タイムズ紙の調査によって多くのKKK絡みの腐敗が明らかになり、全国的なKKKの衰退に拍車がかかった。1928年2月、インディアナ州のKKK会員数は4000人にまで落ち込んだ。ピークであった1925年の25万人と比して60分の1未満の数字であった
。
スティーブンソンは1950年5月23日に仮釈放された。しかし行方をくらませたことから9月25日には仮釈放を取り消され、12月15日、ミネソタ州ミネアポリスで逮捕され、以後10年間の仮釈放不許可を言い渡された。1956年12月22日、インディアナ州を去り二度と戻らないことを条件に再び仮釈放された。
1961年、70歳になったスティーブンソンは16歳の少女に強姦を働いた容疑でテネシー州にて逮捕されるが、証拠不十分で釈放される。1966年没。